# فرانكلين مولينا
فرانكلين مولينا (بالإسبانية: Franklin Molina)‏ هو دراج فنزويلي، ولد في 28 أغسطس 1984.

## وصلات خارجية
- فرانكلين مولينا على موقع أرشيف الدراجات (الإنجليزية)